# ديفيد إتش. غودل
ديفيد إتش. غودل هو سياسي أمريكي، ولد في 6 مايو 1834 في هيلسبورو في الولايات المتحدة، وتوفي في 22 يناير 1915 في Antrim, New Hampshire ‏ في الولايات المتحدة. نشط حزبياً في الحزب الجمهوري. وقد انتخب حاكم نيو هامبشاير ‏.